# Ultimo canto di Saffo
L'Ultimo canto di Saffo è una canzone di Giacomo Leopardi composta nel mese di maggio del 1822.

## Contenuto
In questa canzone Leopardi accoglie la leggenda, narrata da Ovidio nelle Eroidi, circa le circostanze della morte di Saffo, maestra greca della poesia. Ella, secondo questa leggenda, era di sgradevole aspetto: l'infelice amore per un giovane e bellissimo marinaio di nome Faone, non corrisposto, l'avrebbe indotta a suicidarsi gettandosi in mare dalla rupe di Leucade. Mentre rimane irrisolta la leggenda del suicidio, quella della presunta non avvenenza fisica è smentita dal poeta lirico Alceo, conterraneo di Saffo, che la conobbe e la ritrasse, in uno dei suoi componimenti, come una donna bella e piena di grazia, dal fascino raffinato, dolce e sublime. È importante notare che, nella fase definita del «pessimismo storico», Leopardi riteneva l'età degli antichi e dei classici meno infelice di quella moderna, essendo animata dall'immaginazione e da grandi slanci eroici e non avendo ancora subito la contaminazione del progresso e della razionalità. Con l'Ultimo canto di Saffo, invece, il poeta di Recanati approfondisce la propria riflessione filosofica e approda a un'infelicità universale che è radicata ab origine nell'essenza umana, concludendo che il male di vivere era noto anche agli antichi Greci, e non tormenta esclusivamente gli uomini moderni come egli aveva inizialmente teorizzato. Saffo, mettendo in crisi il pessimismo storico leopardiano, si profila quindi come un'eroina profondamente moderna che, dileguatasi ogni illusione giovanile, prende finalmente consapevolezza dell'«arido vero», comprendendo che le sue sofferenze sono proporzionali alla sua nobiltà d'animo. Nella figura di Saffo, in effetti, Leopardi vede riflessa la propria esperienza personale, in quanto rivede il proprio brutto aspetto nella leggendaria non avvenenza della poetessa, dunque sarebbero entrambi condannati alla sofferenza, nonostante siano dotati di un animo «delicato, tenero, sensitivo, nobile e caldo». Seppur vi siano queste notevoli affinità biografiche, fra i due poeti si evince una differenza lampante: mentre Saffo, in atto di sfida estrema verso le condizioni ostili della vita avrebbe deciso di ricorrere al gesto titanico del suicidio, tipico degli eroi romantici, (come lo Jacopo Ortis di Ugo Foscolo); Leopardi sceglie invece di resistere stoicamente alla sofferenza che lo opprime.

## Commento
L'Ultimo canto di Saffo riporta le parole che Leopardi immagina pronunciate da Saffo prima del suicidio. Il componimento ha inizio con un'immagine di idillica serenità della quiete che caratterizza il crepuscolo mattutino, ovvero il momento in cui le tenebre della notte lasciano il posto al nunzio del giorno simbolizzato dal pianeta Venere, o meglio nella stella Vespero con esso identificato, considerata «stella del mattino» siccome raggiunge la massima luminosità poco prima del sorgere del Sole. L'apertura del testo ricorda altri celebri esordi leopardiani: si pensi agli idilli («Dolce e chiara è la notte e senza vento», La sera del dì di festa) e ai canti pisano-recanatesi («Vaghe stelle dell'Orsa», Le ricordanze), anche se il tema del notturno è stato ampiamente trattato in tutta la cultura romantica, da Monti a Cesarotti a Goethe e Foscolo.
Il paesaggio contemplato è quello della scogliera dell'isola di Leucade, presso la quale Saffo si sarebbe suicidata in seguito al rifiuto di Faone: è proprio descrivendo uno scenario così ameno, infatti, che Leopardi sceglie di introdurre la figura della poetessa greca, che non è più in grado di apprezzare queste bellezze in seguito all'intervento delle Erinni e del fato, in rappresentanza rispettivamente dei tormenti provocati dall'amore infelice con Faone e delle avversità del destino. Parlando a nome di tutti gli animi infelici, Saffo rivela che l'unico spettacolo in grado di suscitarle gioia è quello della natura violenta, quando il cielo limpido e splendente (definito nel poema «etra liquido», immagine ripresa da Virgilio, Orazio, Tasso e Parini) viene solcato da venti, tuoni e fulmini (il «grave carro di Giove» del v. 12: nella mitologia greca il rombo del tuono era prodotto dal passaggio del carro del dio in mezzo alle nuvole). Facendo rispecchiare la tormentata interiorità di Saffo nella burrascosità del paesaggio naturale Leopardi dà vita a un'immagine con potenti rimandi alla temperie romantica.
Leopardi inizia la seconda strofa con un ulteriore riconoscimento delle bellezze della natura, per poi riprendere la constatazione che Saffo non ha potuto fruirne, come rimarcato dalla lunga successione di negazioni («parte nessuna», v. 21; «non fenno», v. 23; «A me non», v. 27; «me non», v. 29; «e non», v. 30). La natura, dice il poeta, è stata assolutamente avara con Saffo, esclusa da questa gioia a tal punto che perfino il «candido rivo» la disdegna e decide di deviare il proprio corso pur di non toccare il suo piede lubrico (ovvero «malfermo», con un latinismo dall'aggettivo lubricus). La terza strofa, invece, si apre con una serie di interrogazioni retoriche in cui Saffo riflette sulle proprie eventuali colpe e sul motivo per cui si sente talmente estranea alla Natura. Attraverso il richiamo mitologico delle Parche, ovvero le tre donne che nella mitologia greco-romana filavano, tessevano e recidevano il filo della vita, la poetessa conclude che la risposta a queste domande risiede nell'imperscrutabilità della ferrea legge che regola gli accadimenti umani e la loro ineluttabile e perenne dinamica. La presa di consapevolezza che l'unica certezza della vita umana è il dolore («Arcano è tutto, / fuor che il nostro dolor», vv. 46-47) è seguita dall'amaro rimpianto di Saffo degli anni giovanili della sua vita (la «speme de' più verdi anni») e dalla constatazione, dolorosa ma accettata con lucidità, che le qualità personali non possono risplendere in un corpo privo di bellezza, concetto lapidariamente espresso al cinquantaquattresimo verso: «virtù non luce in disadorno ammanto».
L'attacco della quarta e ultima strofa è affidato a un'unica parola con cui Saffo annuncia la sua volontà di suicidarsi: «Morremo» (v. 55). In questa scelta è rintracciabile un importante modello letterario, del quale Leopardi si serve per mettere a fuoco il proprio messaggio poetico: si tratta di quello di Didone, la leggendaria regina fenicia che, innamoratosi di Enea fuggitivo da Troia, si suiciderà dopo essere stata abbandonata dell'eroe. L'atto di togliersi deliberatamente la vita non è per Saffo una sconfitta, bensì un evento liberatorio e positivo con il quale sfuggire definitivamente dalla crudeltà del destino: si tratta secondo la poetessa dell'unica soluzione possibile, siccome neanche la sua eccezionalità intellettuale è riuscita ad evitarle una vita di sofferenze. A questo punto Saffo si rivolge all'amato Faone, augurandogli tutta quella felicità che per tutta la vita le è stata estranea. Al suo «prode ingegno», ora, non rimane che la morte, simbolicamente evocata dalla «diva Tenaria» (ovvero Proserpina, la moglie di Ade), dal Tartaro (l'oltretomba della mitologia greca e romana), dalla riva silente dei fiumi infernali e dal buio perpetuo (l'atra notte dell'ultimo verso) che avvolge gli Inferi.

## Analisi del testo

### Metrica
L'Ultimo canto di Saffo è una canzone filosofica composta da quattro strofe di diciotto versi ciascuna, per un totale di settantadue versi; i versi sono endecasillabi e non rimati, a eccezione del penultimo di ogni strofa che è un settenario ed è sempre in rima baciata con l'ultimo verso. 
Il testo è ricco di termini aulici e letterari, con i quali Leopardi esprime la vicenda di Saffo con intensa e tragica drammaticità, e presenta diverse anastrofi e metafore ardite, oltre a numerosi enjambements e iperbati. Molto ampio è anche il ricorso alle immagini tratte dalla mitologia greca e latina: nel testo, infatti, troviamo riferimenti alle Parche, al carro di Giove, a Proserpina, al Tartaro, a Dite, e alle Erinni. Dal punto di vista strutturale, l'Ultimo canto di Saffo presenta forti cesure sintattiche, le quali danno vita a una quadripartizione di ciascuna delle quattro strofe dell'idillio: questa segmentazione del testo sembra essere un rinvio sotterraneo alle antiche canzoni classiche, le quali sono pure divise in fronti, sirme, piedi e volte. Di seguito si avanza un'articolazione dell'idillio, già teorizzata da Antonio Stäuble:
| Prima strofa   | paesaggio idillico (1-4: «Placida notte ... del giorno»)                            |
| Prima strofa   | infelicità di Saffo (4-7: « ... oh dilettose ... affetti»)                          |
| Prima strofa   | paesaggio burrascoso (8-13: «Noi Tinsueto ... divide»)                              |
| Prima strofa   | realtà di Saffo (14-18: «Noi per le balze .. .dell'onda»)                           |
| Seconda strofa | spettacolo della Natura (19-23: «Bello il tuo manto ... non fenno»)                 |
| Seconda strofa | supplica di Saffo (23-27: «A' tuoi superbi ... intendo»)                            |
| Seconda strofa | esclusione di Saffo dalle bellezze della natura (27-31: «A me non ride ... saluta») |
| Seconda strofa | fuga degli elementi naturali da Saffo (31-36: «e dove all'ombra ... spiagge»)       |
| Terza strofa   | domanda retorica (37-39: «Qual fallo mai ... il volto?»)                            |
| Terza strofa   | seconda domanda retorica (40-44: «In che peccai ... mio stame?»)                    |
| Terza strofa   | misteriosità del fato (44-49: «Incaute voci ... verd'anni»)                         |
| Terza strofa   | virtù non luce in disadorno ammanto (49-54: «Oh cure ... ammanto»)                  |
| Quarta strofa  | morte di Saffo (55-58: «Morremo ... de' casi»)                                      |
| Quarta strofa  | vita di Faone (58-62: «E tu cui ... mortal»)                                        |
| Quarta strofa  | fine delle illusioni (62-68: «Me non asperse ... morte»)                            |
| Quarta strofa  | vanità dell'ingegno (68-72: «Ecco di tante ... riva»).                              |

### Figure retoriche
Di seguito si riportano le figure retoriche che accompagnano il testo:
- Anastrofi: vv. 16-17: «d’alto / fiume alla dubbia sponda»; vv. 30-31: «de’ faggi / il murmure»; v. 39: «di fortuna il volto»; vv. 40-41: «ignara / di misfatto è la vita»; vv. 44-45: «incaute voci / spande il tuo labbro»; vv. 45-46: «i destinati eventi/ move arcano consiglio»;
- Apostrofi: vv. 1-2: «placida notte, e verecondo raggio / della cadente luna»; vv. 2-4: «e tu che spunti / […] nunzio del giorno»; v. 19: «o divo cielo»; v. 20: «rorida terra»; v. 24: «o Natura»; vv. 49-50: «Oh, cure, oh speme/ de’ più verd’anni!»;
- Chiasmo: vv. 29-31: «me non il canto / de’ colorati augelli, e non de’ faggi / il murmure»;
- Enjambements: vv. 1-2; vv. 6-7; vv. 10-11; vv. 15-16; vv. 16-17; vv. 20-21; vv. 22-23; vv. 25-26; vv. 27-28; vv. 29-30; vv. 30-31; vv. 31-32; vv. 32-33; vv. 37-38; vv. 38-39; vv. 40-41; vv. 41-42; vv. 42-43; vv. 43-44; vv. 44-45; vv. 45-46; vv. 47-48; vv. 48-49; vv. 49-50; vv. 51-52; vv. 57-58; vv. 58-59; vv. 59-60; vv. 62-63; vv. 64-65; vv. 65-66; vv. 67-68; vv. 68-69; vv. 70-71;
- Epanalessi: vv. 11-12: «il carro/ grave carro di Giove»; vv. 50-51: «alle sembianze il Padre/ alle amene sembianze»;
- Interrogative retoriche: vv. 37-39: «Qual fallo mai, qual sì nefando eccesso/ macchiommi anzi il natale, onde sì torvo/ il ciel mi fosse e di fortuna il volto?»; vv. 40-44: «In che peccai bambina, allor che ignara/ di misfatto è la vita, onde poi scemo/ di giovanezza, e disfiorato, al fuso/ dell’indomita Parca si volvesse/ il ferrigno mio stame?»;
- Iperbati: vv. 2-4: «e tu che spunti / fra la tacita selva in su la rupe / nunzio del giorno»; vv. 4-6: «oh dilettose e care/ mentre ignote mi fur l’erinni e il fato, / sembianze»; v. 8: «noi l’insueto allor gaudio ravviva» ; vv. 17-19: «o d’alto/ fiume alla dubbia sponda/ il suono e la vittrice ira dell’onda»; vv. 20-23: «Ahi! di cotesta / infinita beltà parte nessuna / alla misera Saffo i numi e l’empia / sorte non fenno»; vv. 41-44: «onde poi scemo / di giovanezza, e disfiorato, al fuso / dell’indomita Parca si volvesse / il ferrigno mio stame?»; vv. 57-58: «e il crudo fallo emenderà del cieco / dispensator de’ casi»; vv. 59-60: «e vano / d’implacato desio furor mi strinse»;
- Metafore: v. 44: «il ferrigno mio stame»; vv. 48-49: «la ragione in grembo / de’ celesti si posa»; v. 50: «de’ più verd’anni; v. 54: «disadorno ammanto»; v. 55: «velo indegno»; vv. 51-52: «alle amene sembianze, eterno regno/ die’ nelle genti»; v. 53 «per dotta lira o canto»; vv. 62-64: «Me non asperse / del soave licor del doglio avaro / Giove»; v. 64: «perir gl’inganni»;
- Metonimia: v. 45: «il tuo labbro»;
- Perifrasi: vv. 57-58: «cieco / dispensator de’ casi»; v. 62: «nato mortal»; v. 71: «tenaria Diva»;
- Polisindeti: vv. 24-25: «vile, o Natura, e grave ospite addetta,/ e dispregiata amante»; v. 67: «il morbo, e la vecchiezza, e l’ombra»; vv. 71-72: «la tenaria Diva, e l’atra notte, e la silente riva»;
- Sineddoche: v. 26: «pupille».